# Mickey 17
A Mickey 17 2025-ben bemutatott amerikai–dél-koreai sci-fi filmvígjáték, melynek rendezője, forgatókönyvírója és producere Pong Dzsunho. A történet alapjául Edward Ashton 2022-es, Mickey7 című regénye szolgált. A főbb szerepekben Robert Pattinson, Naomi Ackie, Steven Yeun, Toni Collette és Mark Ruffalo látható.
Világpremierje 2025. február 15-én volt a 75. Berlini Nemzetközi Filmfesztiválon. Dél-Koreában 2025. február 28-án, az Amerikai Egyesült Államokban március 7-én mutatta be a Warner Bros. Pictures. Magyarországon március 6-án jelent meg az InterCom Zrt. forgalmazásában. Általánosságban pozitív véleményeket kapott a kritikusoktól, méltatva Pong rendezői munkáját és Pattinson színészi alakítását.

## Cselekmény
Mickey Barnes eldobható személyként jelentkezik egy űrhajóra, amelyen mintegy 200 telepes tartózkodik. Eldobhatóként veszélyes feladatokra osztják be, például kockázatos felderítő küldetésekre az űrben vagy felderítetlen bolygókra. Ha meghal, egy bioprinter segítségével klónt készítenek belőle. Mickey-t a halála után többször is lemásolják. Az emlékek adatvédelmi mentésként kerülnek rögzítésre. Ez lehetővé teszi, hogy az aktuális inkarnáció ott folytassa a munkáját, ahol az előző abbahagyta.
Amikor a telepeshajó eléri a Niflheim bolygót, Mickey 17-et előreküldik, hogy vizsgálja meg a fagyos felszínt. A terraformálás, valamint a magunkkal hozott növények és állatok segítségével lehetővé kell tenni a kopár bolygó kolonizálását. Amikor Mickey 17 küldetése során egy hasadékba zuhan, megszakad a kapcsolat az expedíciós csapattal. Megmenti azonban egy bennszülött életforma, egy úgynevezett „kúszómászó”. Amikor visszatér a bázisára, a legrosszabb rémálma válik valóra. A telepesek azt gondolták, meghalt, ezért létrehoztak egy új klónt, Mickey 18-at. Ha kiderül az igazság, Mickey 17-et az újrafeldolgozóba fogják vetni. A férfi ezt mindenáron meg akarja akadályozni. Ugyanakkor a gyarmatosítók számára egyre nehezebbé válik a helyzet, mivel a Niflheim légköre mérgező. Az élelmiszerkészletek is fokozatosan fogynak, ugyanakkor a Mickey 17 által felfedezett „kúszómászók” kíváncsiak az újonnan érkezőkre. A klón igyekszik megmenteni saját és egy egész idegen faj életét.

## Szereplők

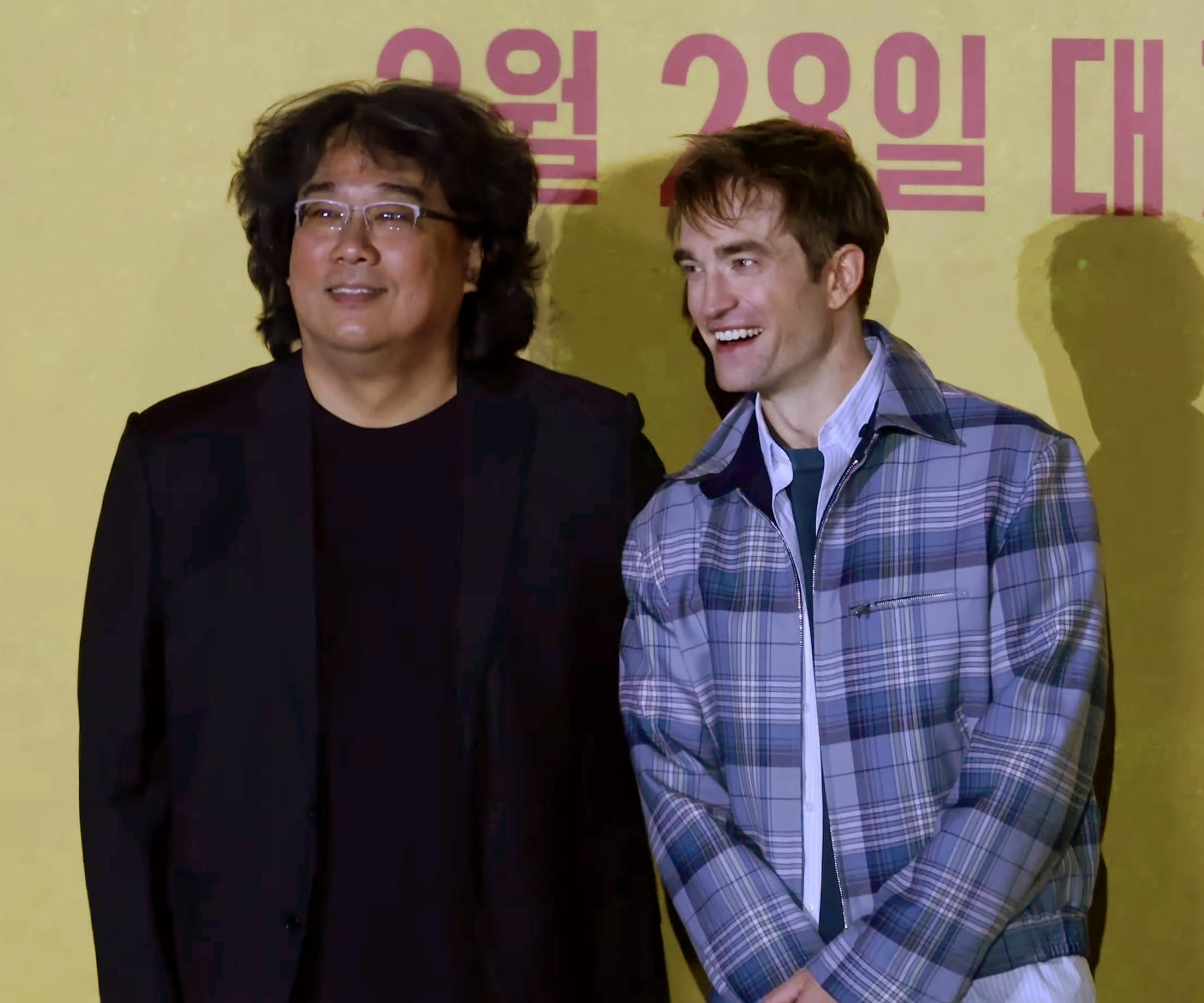
Pong Dzsunho filmrendező és Robert Pattinson színész 2025-ben

| Szerep                                | Színész             | Magyar hang        |
| ------------------------------------- | ------------------- | ------------------ |
| Mickey Barnes / Mickey 17 / Mickey 18 | Robert Pattinson    | Hajdu Tibor        |
| Nasha Barridge                        | Naomi Ackie         | Dobó Enikő         |
| Timo                                  | Steven Yeun         | Kádár-Szabó Bence  |
| Kenneth Marshall                      | Mark Ruffalo        | Rajkai Zoltán      |
| Ylfa                                  | Toni Collette       | Bertalan Ágnes     |
| Gemma                                 | Holliday Grainger   | Varga Fekete Kinga |
| Kai Katz                              | Anamaria Vartolomei | Sodró Eliza        |
| páncélöklös katona                    | Thomas Turgoose     | Bergendi Áron      |
| Charlie ügynök                        | Angus Imrie         | Ferenci Péter      |
| Arkady                                | Cameron Britton     | Mészáros Béla      |
| Dorothy                               | Patsy Ferran        | Csarkó Bettina     |
| Preston                               | Daniel Henshall     | Seder Gábor        |
| Zeke                                  | Steve Park          | Dévai Balázs       |
| galambos ember                        | Tim Key             | Hannus Zoltán      |

### Magyar változat
- Magyar szöveg: Tóth Tamás
- Felvevő hangmérnök: Schriffert László
- Vágó: Kajdácsi Brigitta
- Gyártásvezető: Gelencsér Adrienne
- Szinkronrendező: Nikodém Zsigmond
- Produkciós vezető: Hagen Péter

A szinkront a Mafilm Audio Kft. készítette el.

## A film készítése
Edward Ashton Mickey7 című regényének filmadaptációját már annak 2022 januári megjelenése előtt bejelentették, Pong Dzsunho íróként, rendezőként és producerként dolgozik rajta a Warner Bros. Pictures számára, míg Robert Pattinson tárgyalásokat folytatott a főszerepről. A forgatókönyvhöz Charles Yu is hozzájárult irodalmi anyaggal. Pongot lenyűgözték a regényben bemutatott koncepciók, de számos változtatást eszközölt a karaktereken, például egyszerűbbé tette Mickey személyiségét. A forgatókönyvet 2021-ben írta a könyv egy korai vázlata alapján, és kijelentette, hogy egyik szereplőt sem politikai áthallással alkotta meg. Robert Pattinson volt az első színész, aki eszébe jutott a kettős szerephez, és azonnal elfogadta az ajánlatot. Pattinson sok párbeszédet improvizált Mickey 18-ként, aki kezdetben agresszív személyiséggel rendelkezik, majd fokozatosan fejlődik egy olyan karakterré, aki meg akarja védeni Mickey 17-et.
Pong minden jelenetet előzetesen storyboardon megtervezett a forgatás előtt. Pattinson segített a forgatókönyv egyes részeinek átdolgozásában, hogy humorosabbá tegye és olyan szlenget adjon hozzá, amelyet Pong egyébként nem ismert volna. Pattinson részben Jim Carrey Dumb és Dumber című filmjében nyújtott alakítására alapozta játékát, különösen a hasonló komikus sérülések miatt. Pong végig ragaszkodott a végső vágás jogához, bár az utómunka során csúszás történt. A két Mickey megkülönböztetése érdekében Pattinson eltérő akcentussal játszotta őket, és a Ren és Stimpy rajzfilmfigurákhoz hasonlította őket. Az első forgatókönyv-felolvasás során Johnny Knoxville és Steve-O hanghordozását utánozta, de Pong megkérte, hogy ne használja a Steve-O utánzatot.
2022 májusában Naomi Ackie, Toni Collette és Mark Ruffalo csatlakoztak a stábhoz. 2022 júliusában Steven Yeun is szerepet kapott. Tim Key-t egy telefonhívás után választották ki, mivel Pong kifejezetten őt szerette volna az adott szerepre. A forgatás 2022. augusztus 2-án kezdődött a Warner Bros. Studios Leavesdenben, és 2022 decemberében fejeződött be. A felvételek 2023 januárjában zárultak le, ezt követően a rendező az ideális végső vágáson dolgozott.

## Bemutató
A Mickey 17 világpremierje 2025. február 15-én volt a 75. Berlini Nemzetközi Filmfesztiválon, majd egy héttel a nemzetközi bemutató előtt, 2025. február 28-án mutatták be Dél-Koreában.
Az Amerikai Egyesült Államokban 2025. március 7-én mutatta be a Warner Bros. Pictures a mozikban. Eredetileg 2024. március 29-én került volna bemutatásra, de a 2023-as SAG-AFTRA sztrájk miatt lekerült a műsortervből. A projektet 2025. január 31-re helyezték át, de 2025. április 18-ra csúsztatták, hogy kihasználják a húsvéti hétvégét, majd végül 2025. március 7-re halasztották, felcserélve az utóbbi dátumot a Bűnösök című filmmel.

## Fordítás
- Ez a szócikk részben vagy egészben  a   Mickey 17 című angol Wikipédia-szócikk ezen változatának fordításán alapul.  Az eredeti cikk szerkesztőit annak laptörténete sorolja fel. Ez a jelzés csupán a megfogalmazás eredetét és a szerzői jogokat jelzi, nem szolgál a cikkben szereplő információk forrásmegjelöléseként.